# Dipartimento di Kanem
Il dipartimento di Kanem è un dipartimento del Ciad facente parte della provincia di Kanem. Il capoluogo è Mao.

## Comuni
Il dipartimento comprende i seguenti comuni:
- Mao
- Kekedina
- Melea
- Wadjigui
- Djara